# Nieuwe Toren (Kampen)
De Nieuwe Toren is een stadstoren en klokkentoren aan de Oudestraat in Kampen op de plaats waar de kapel van het Heilige-Geestgasthuis heeft gestaan. Deze kapel brandde in 1646 af. De vrijstaande toren werd gebouwd in de periode 1649-1663. De stenen onderbouw van de toren werd ontworpen door de timmermeester Dirck Jansz. uit Edam. De lantaarn is een ontwerp van Philips Vingboons, die deze mogelijk oorspronkelijk ontwierp voor het stadhuis, nu Paleis op de Dam, in Amsterdam, maar die daar nooit werd gerealiseerd. De bouw kende veel tegenslagen, het werk heeft in de periode 1655-1660 zelfs geheel stilgelegen.

## Carillon
In de toren hangt een carillon dat voor het merendeel is gegoten door François Hemony. 30 klokken zijn door hem in 1659/62 gegoten waarvan er 29 nog aanwezig zijn. Deze Hemonyklokken hebben de eerste jaren zonder de bassen in de toren van het stadhuis gehangen omdat de Nieuwe Toren nog niet klaar was. De basklokken die bij de verplaatsing in 1663 werden toegevoegd zijn onder andere van Hemony zelf uit 1662, verder vier klokken, gegoten door Geert van Wou in 1481-83 en een van Kilian Wegewaert uit 1627. Het werd hierdoor een zeer zwaar klinkend klokkenspel. Het automatische spel dat elke zeven en halve minuut in werking komt, wordt aangestuurd door een speeltrommel die enkele verdiepingen lager in de toren staat. Deze werd ook door François Hemony in 1661 gegoten. Enkele malen per jaar wisselt de stadsbeiaardier de melodieën. In de 17e eeuw gebeurde dat soms wel om de twee maanden met uitzondering van strenge vorstperiodes. Tegenwoordig meestal tweemaal per jaar. Van deze speeltrommel is bekend dat er veel operamelodieën op werden verstoken, zelfs tot in de 19e eeuw.
In 1939 werd het ontwerp van de beiaard veranderd naar de ideeën van Ferdinand Timmermans de stadsbeiaardier van Rotterdam. Hij was de eerste Nederlandse leerling van Jef Denyn in Mechelen geweest, en liet de hele beiaard binnen de achtkantige lantaarn in rijen ophangen zoals dat in de Mechelse Sint-Romboutstoren ook het geval was. Daarnaast liet hij het carillon uitbreiden tot 40 klokken. De klok van L. Haverkamp die in 1790 was gegoten als vervanging van een in ongerede geraakte Hemonyklok (g3) werd vervangen en er werd een half octaaf aan de discant toegevoegd. Zo ontstond een 3½-octaafs beiaard. De fis1 en gis1 in het basoctaaf ontbraken nog steeds. De werkzaamheden werden uitgevoerd door van Bergen uit Heiligerlee. In het hele land werden klokken weggehaald door de Duitsers, maar in Kampen kwamen er juist klokken bij. Deze nieuwe klokken waren van Petit & Fritsen en hebben tot 2008 dienstgedaan. De Vlaamse inrichting van het spel klopte echter niet bij waar de toren voor was ontworpen. In 1978 is daarom geprobeerd om een historische restauratie te bewerkstelligen. De klokken werden weer in de lantaarnvensters gehangen echter niet naar de historische situatie met de basklokken boven in. Ook vulde men de klokkenreeks niet aan met de ontbrekende bassen en daarnaast werd het halve discant octaaf van 1939 weggelaten. Dit vond men een historische ingreep maar het was tot verdriet van de beiaardier die er op moest spelen. Om die reden werden in 1993 eindelijk de ontbrekende basklokken toegevoegd en de discant die opgeslagen lag kwam terug en werd uitgebreid met enkele klokjes van Eijsbouts tot 47 klokken, dat is vier octaven. Er werd ook een nieuw klavier geplaatst omdat het oude te klein was.

## Toren Restauratie 2008-2011
In deze jaren werd de Nieuwe Toren grondig gerestaureerd. Het carillon werd in 2008 uit de toren gehaald omdat het houtwerk ernstig was aangetast door de bonte knaagkever. De toren werd hierbij tot het stenen onderste deel afgebroken en weer opgebouwd met nieuwe eiken balken. De restauratie is eind 2011 afgerond. Bij deze restauratie is gelijk het carillon met één basklok uitgebreid en opnieuw opgehangen in de situatie van voor 1939. De grote basklokken hingen toen boven in de lantaarn zoals nu weer is hersteld. Alle discantklokken werden vervangen door nieuwe naar oud profiel door Eijsbouts. De g3 van Petit & Fritsen uit 1939 bleef gehandhaafd. De oude klokken werden niet bijgestemd. Er kwam een nieuw fraai eiken klavier. Adviseur en begeleider bij deze herinrichting was Arie Abbenes, voormalig stadsbeiaardier van Utrecht. Het carillon bestaat uit 48 klokken, die op maandagmorgen en op zaterdagmiddag worden bespeeld door de stadsbeiaardier. Op vrijdagavond in de zomer zijn er om 19.30u concerten door een gastbeiaardier. Er is een speciale luistertuin.

## Kamper koe
's Zomers, tijdens de Kamper ui(t)-dagen, hangt in de Nieuwe Toren de zogenaamde 'Kamper koe', dit naar de legende van een van de Kamper uien.

## Afbeeldingen

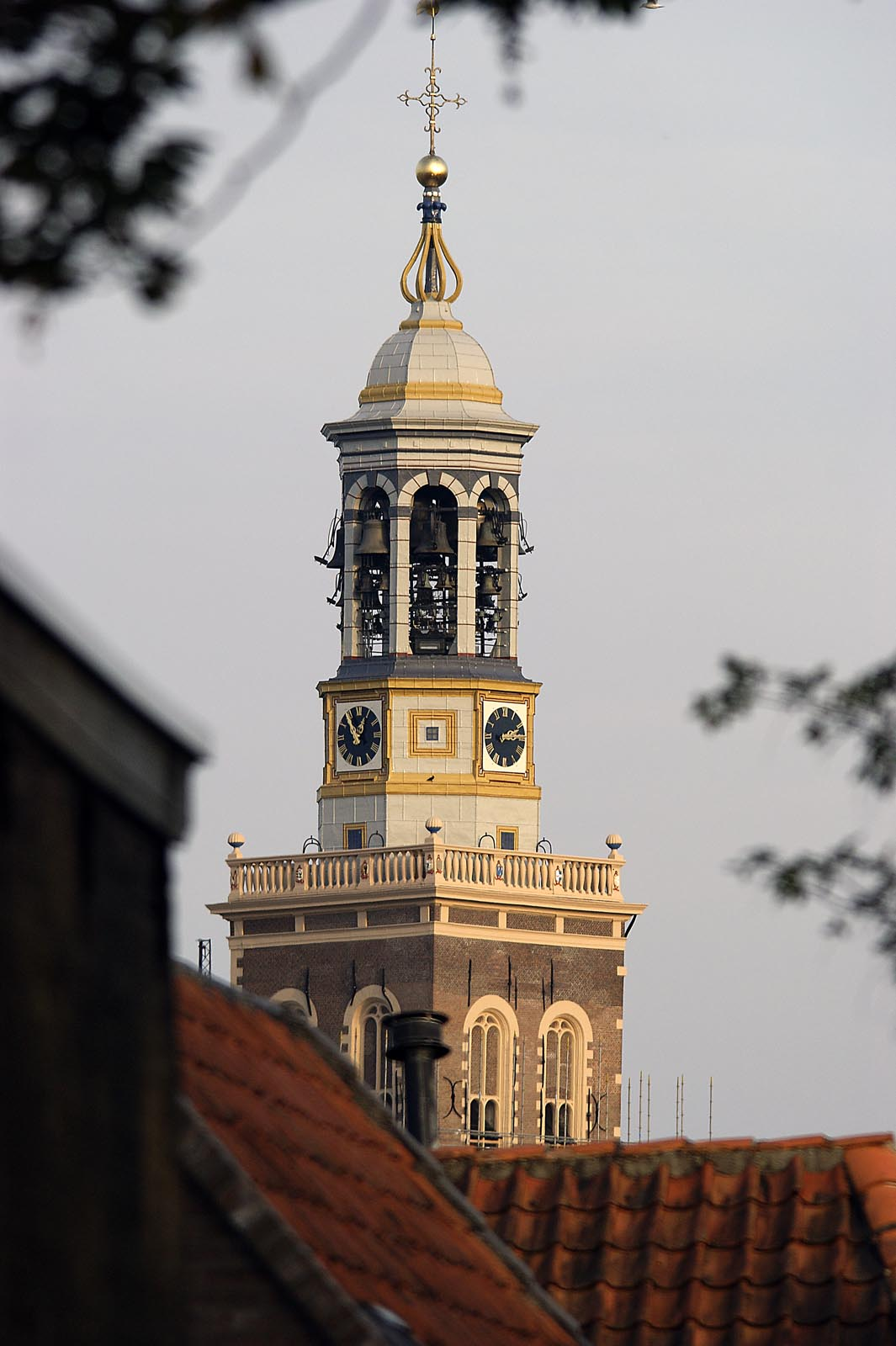
Na het verwijderen van de steigers in 2011
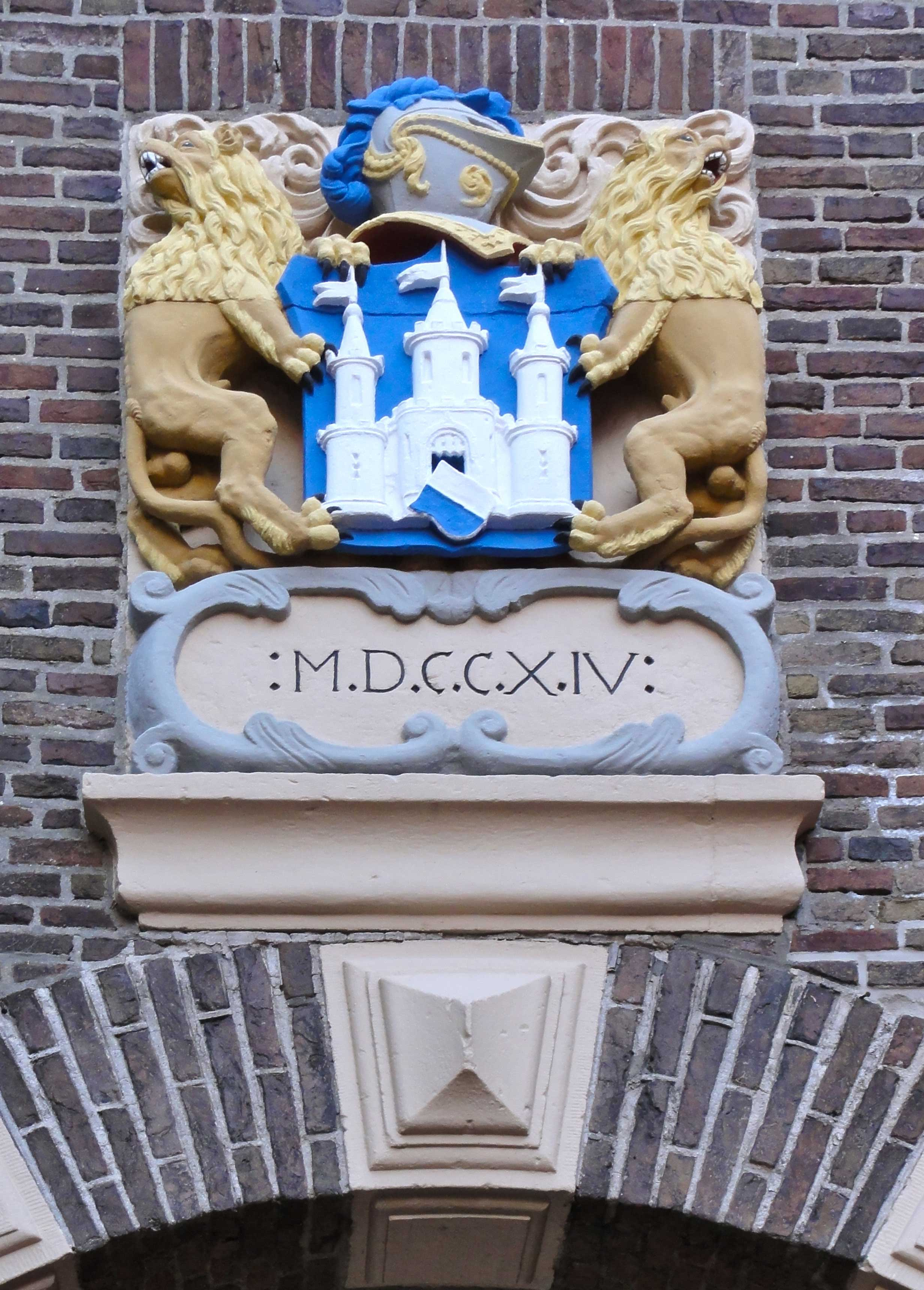
Reliëf ter herinnering aan het herstel in 1711-1714
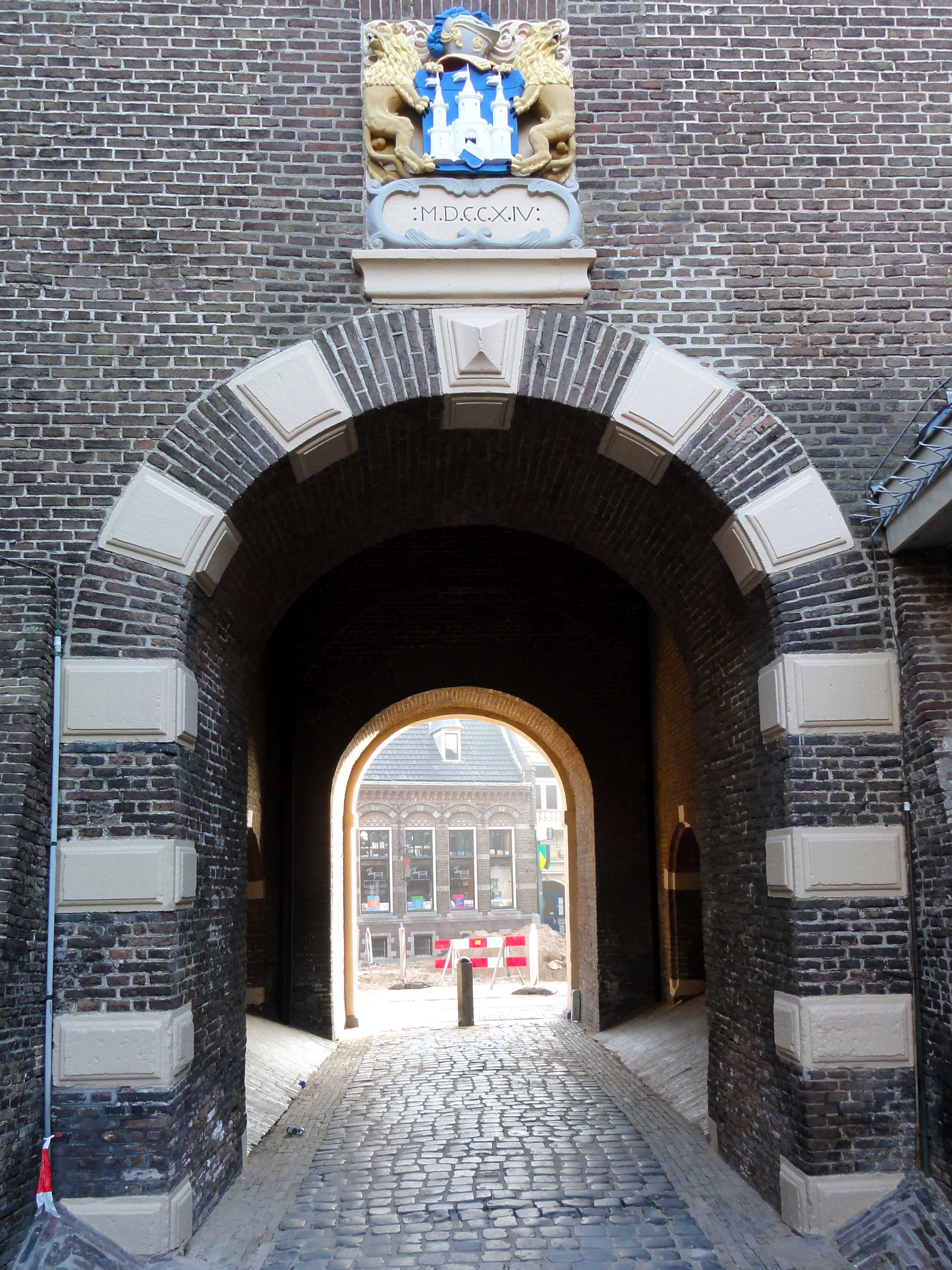
Doorgang richting Oudestraat
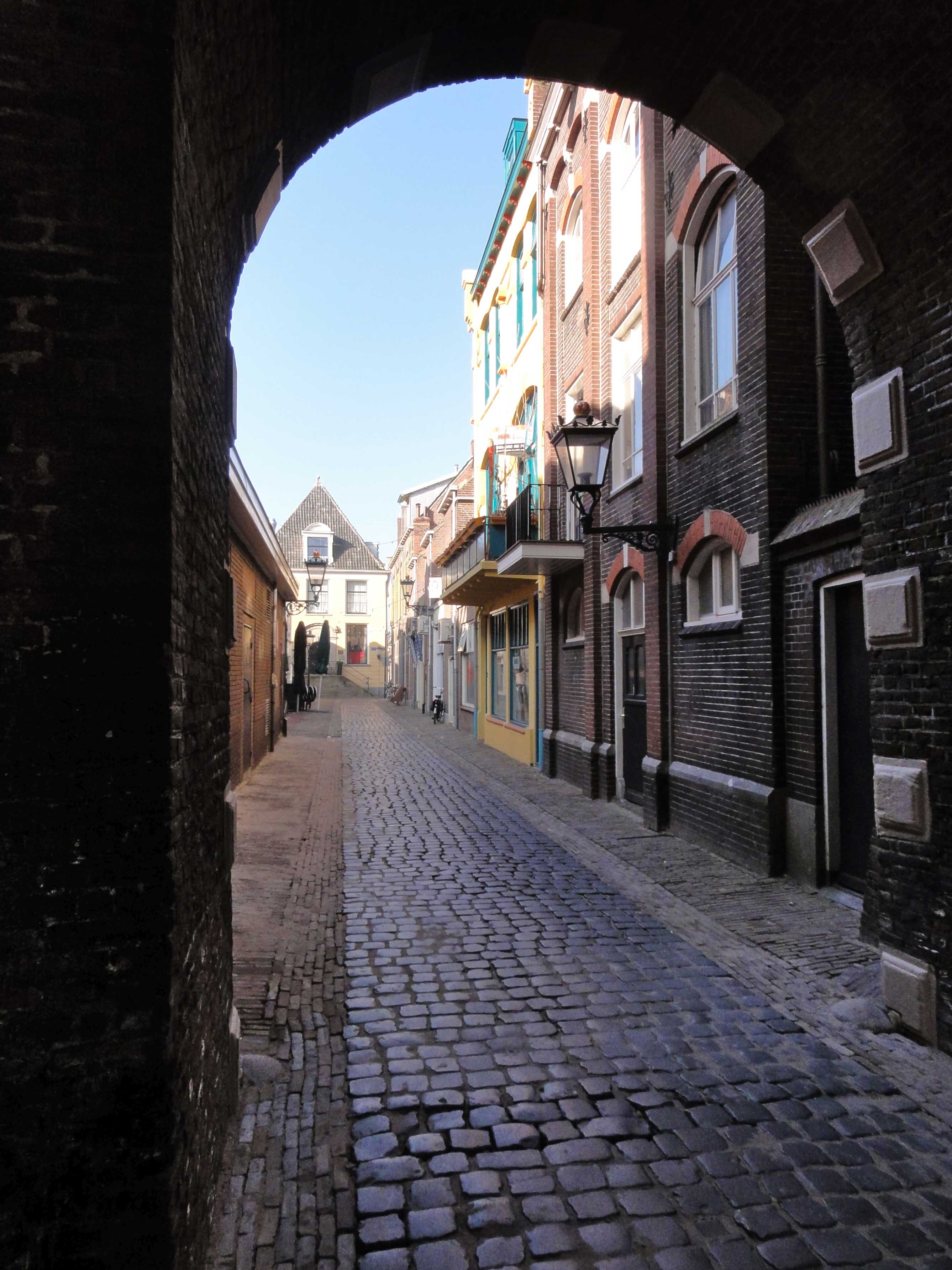
Doorgang richting Torenstraat
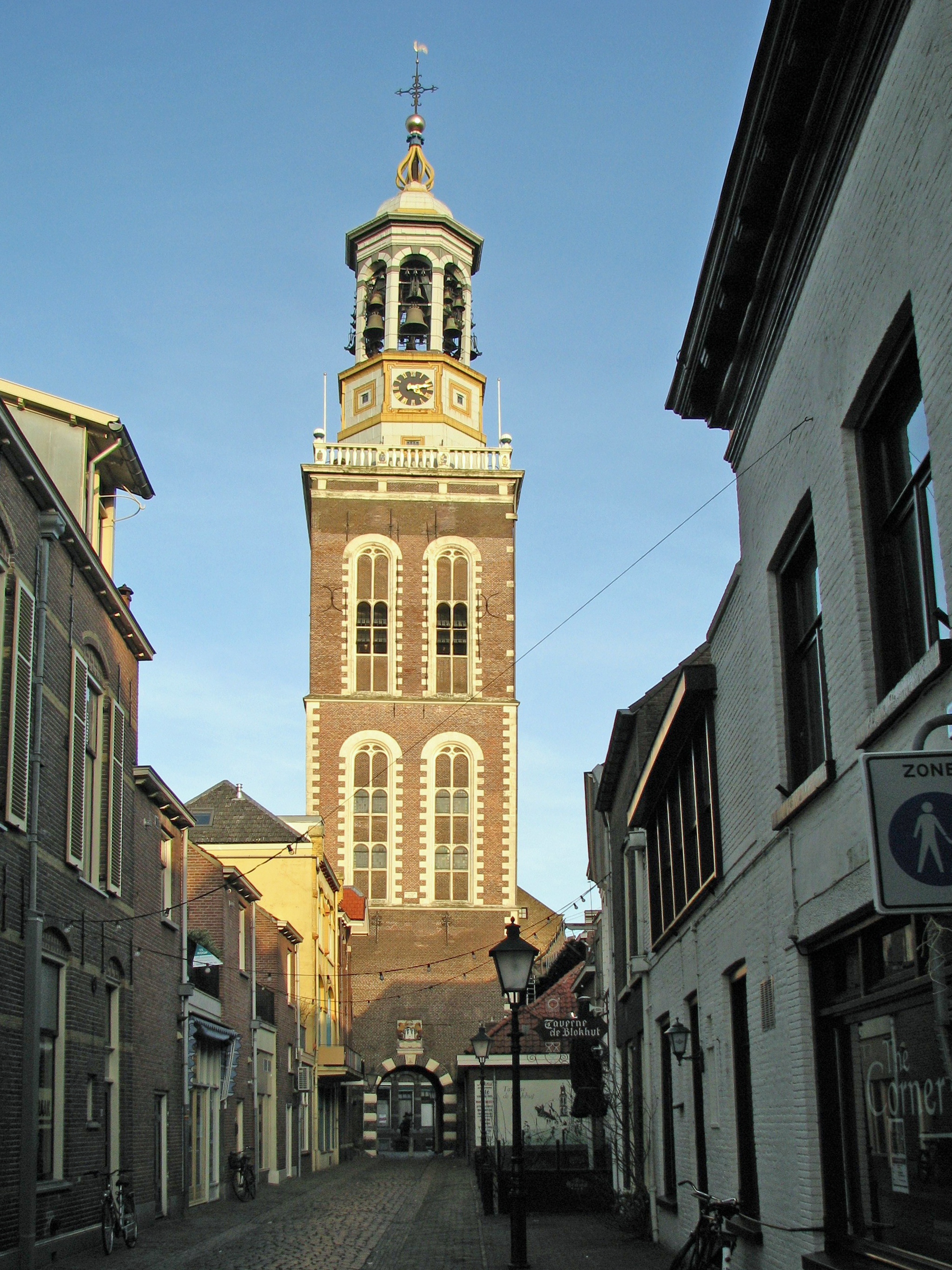
Nieuwe Toren voor 2008
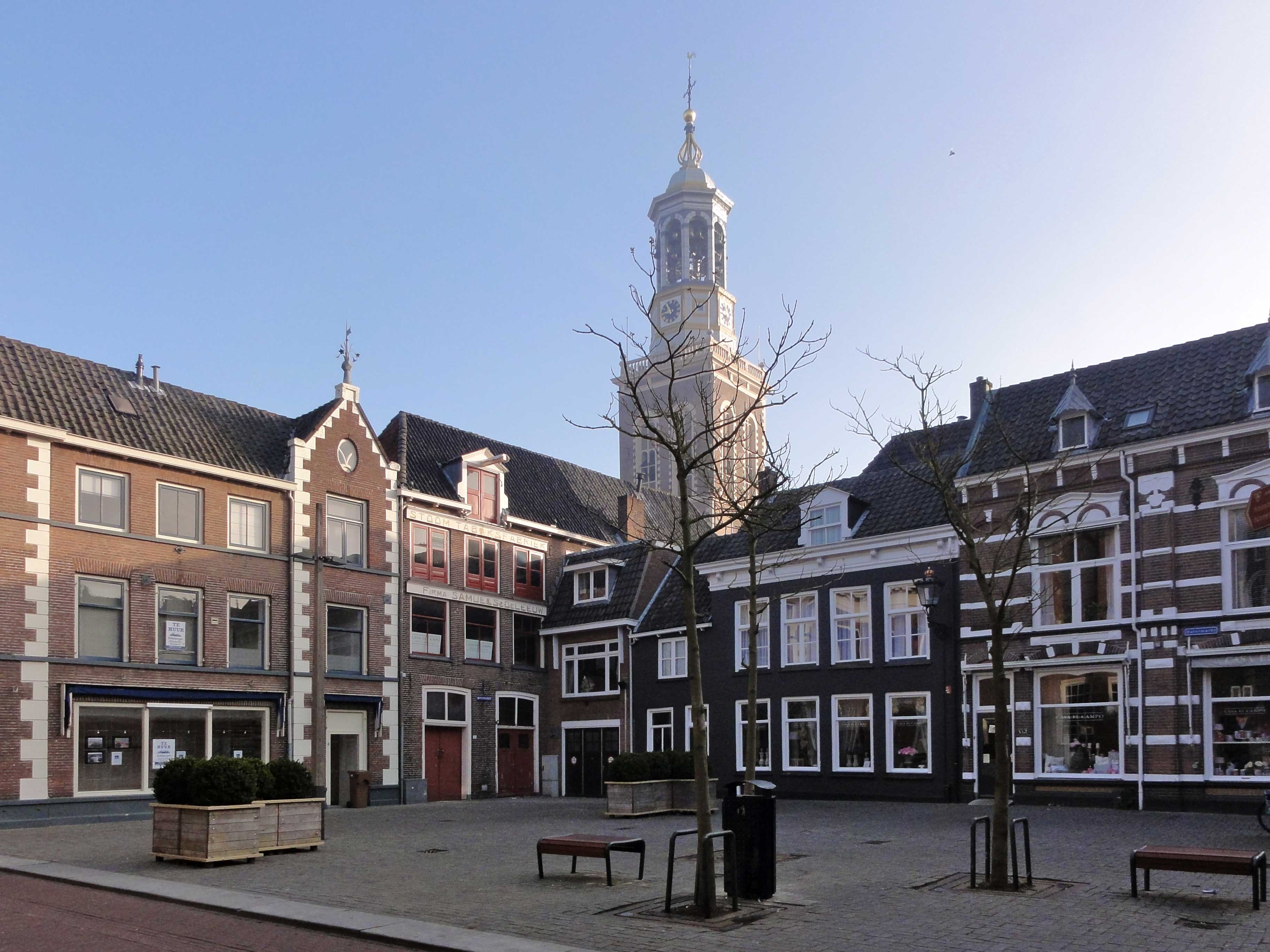
Botermarkt Kampen met toren in de mist in maart 2012
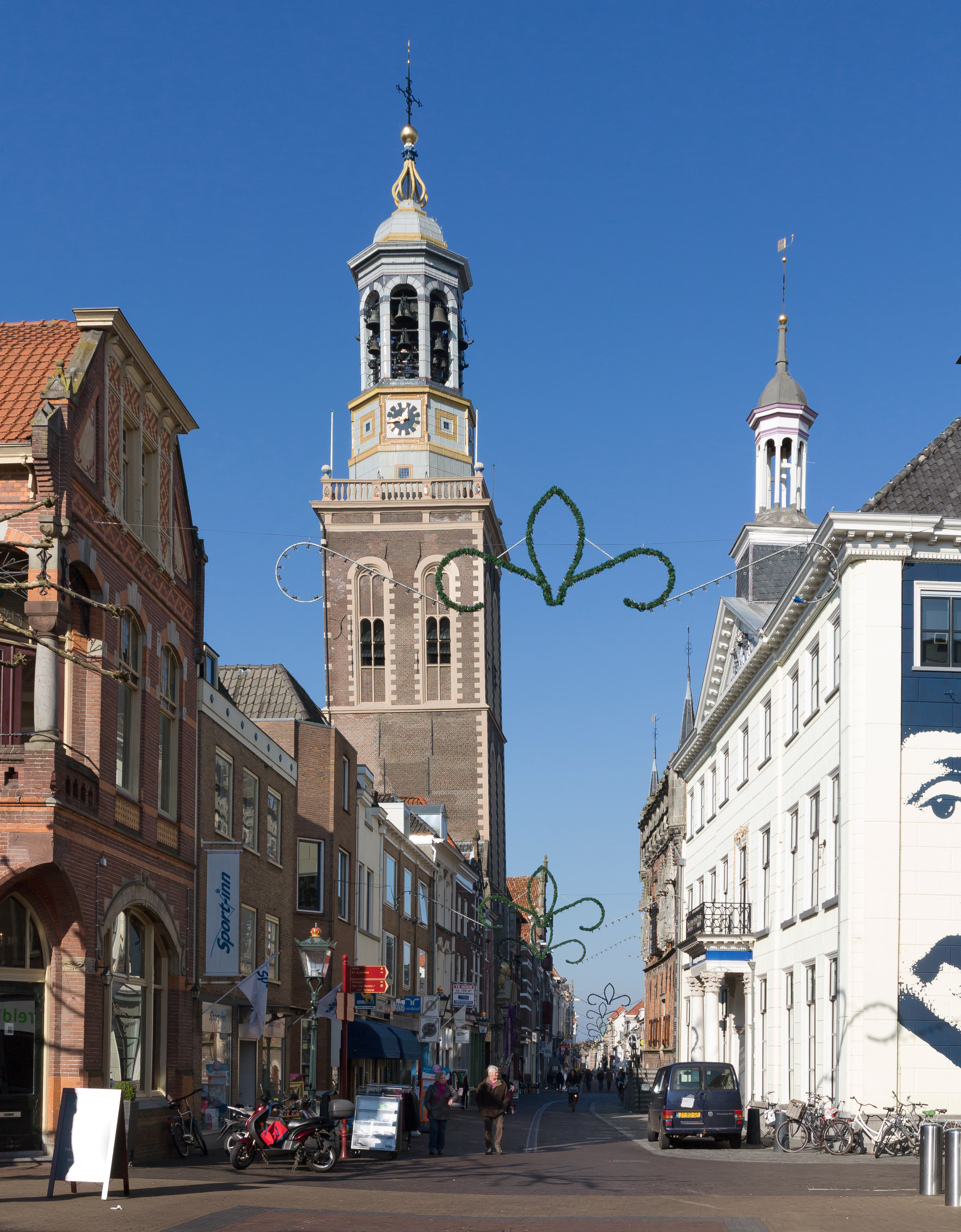
De Nieuwe Toren in 2016
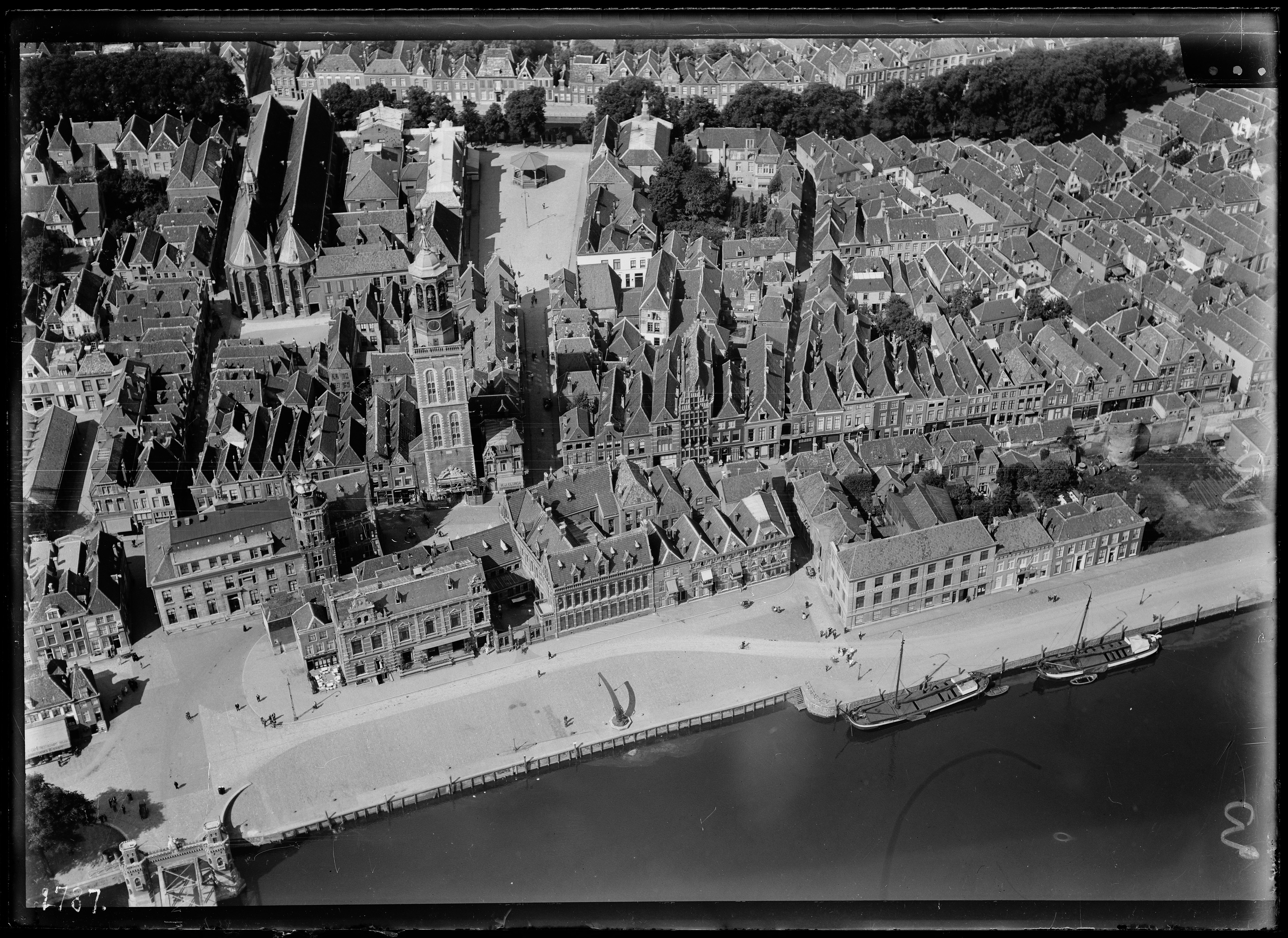
Luchtfoto van de Nieuwe Toren en binnenstad van Kampen (1920-1940).